# Highest in the Room
Singles par Travis Scott
Hot
(2019) Give No Fxk
(2020)
Highest in the Room est une chanson du rappeur américain Travis Scott sortie le 4 octobre 2019 sous les labels Cactus Jack, Grand Hustle et Epic. 

## Contexte
La chanson est utilisée pour la première fois à des fins commerciales par l'influenceuse Kylie Jenner pour la marque Kylie Cosmetics le 29 avril 2019. Quelques jours plus tard, le rappeur chante la chanson lors du festival Rolling Loud. 

## Certifications
| Pays             | Certifications | Ventes    | Références |
| ---------------- | -------------- | --------- | ---------- |
| Allemagne        | Platine        | 400 000   |            |
| Australie        | 3 × Platine    | 21 000    | [ 3 ]      |
| Autriche         | Platine        | 30 000    | [ 4 ]      |
| Belgique         | Or             | 20 000    | [ 5 ]      |
| Brésil           | Diamant        | 160 000   | [ 6 ]      |
| Canada           | 5 × Platine    | 400 000   | [ 7 ]      |
| Danemark         | Platine        | 90 000    | [ 8 ]      |
| Espagne          | Or             | 20 000    | [ 9 ]      |
| États-Unis       | 4 × Platine    | 4 000 000 | [ 10 ]     |
| France           | Diamant        | 333 333   | [ 11 ]     |
| Italie           | 2 × Platine    | 140 000   | [ 12 ]     |
| Mexique          | Platine        | 90 000    | [ 13 ]     |
| Nouvelle-Zélande | Platine        | 30 000    | [ 14 ]     |
| Pologne          | 2 × Platine    | 40 000    | [ 15 ]     |
| Portugal         | 4 × Platine    | 40 000    | [ 16 ]     |
| Royaume-Uni      | Platine        | 600 000   | [ 17 ]     |
| Suisse           | Platine        | 40 000    | [ 18 ]     |

## Remix
Singles par Rosalía
A Palé
(2019) Juro Que
(2020)
Singles par Lil Baby
Woah (en)
(2019) U Played
(2020)
Un remix avec la chanteuse espagnole Rosalía et le rappeur américain Lil Baby est sorti le 27 décembre 2019 et figure sur l'album compilation JackBoys de Scott. 